# El acabose
El acabose es un programa de televisión humorístico español presentado y protagonizado por José Mota y estrenado en La 1 de Televisión Española el 15 de marzo de 2017.

## Sinopsis
En el verano de 2017, un accidente tecnológico supuso el fin de la civilización, tal y como la conocemos. Todos los informes, conversaciones, fotos, planos, escritos, estudios, vídeos y cualquier otro tipo de información se habían alojado en lo que todo el mundo llamaba 'La Nube'.
Tal colapso de información provocó una tormenta en 'La Nube' que hizo que todo ese material cayera físicamente en la Tierra, extendiendo el caos entre la sociedad, la cual comenzó a descubrir los secretos de los demás. Todos se pelearon con todos, en el mayor conflicto jamás conocido, desembocando en una tragedia inevitable: 'El Acabose'.
Diez años después, la Tierra está casi despoblada y los hombres perdidos a su suerte. Un grupo de supervivientes españoles inician la aventura de emitir un programa de televisión, con la esperanza de que si alguien lo recibe pueda saber cómo fue nuestra civilización. Todo ello, basado en el humor, la parodia, las imitaciones, los musicales y los sketches, siempre referidos a ese mundo que se nos ha ido de las manos, y con la ayuda de un invitado semanal.

## Temporadas y episodios
| Temporada | Temporada | Programa   | Episodios | Estreno             | Final              | Audiencia    | Audiencia | Audiencia |
| Temporada | Temporada | Programa   | Episodios | Estreno             | Final              | Espectadores | Cuota     |           |
| --------- | --------- | ---------- | --------- | ------------------- | ------------------ | ------------ | --------- | --------- |
|           | 7         | El Acabose | 10        | 15 de marzo de 2017 | 2 de junio de 2017 | 1 529 000    | 9,0%      |           |

## Personajes ficticios[2]
- Blasa.
- Bartolo.
- La Vieja'l Visillo.
- El Aberroncho.
- El Fumi de Morata.
- El cansino histórico.
- Gregorio Cañas.
- Jacintus_40.
- Pepa Alfayate.

## Secciones
- Tribunal susprimo.
- La caja negra.
- Calleusteahí.
- Historias de honor y deshonor.
- Invento maldito.
- Influencer rural.
- Veterinario al rescate.

## Parodias

### Parodias de famosos
- Donald Trump
- Vladímir Putin
- Jordi Hurtado
- Susana Díaz
- Mariano Rajoy
- Pedro Almodóvar
- Diego el Cigala
- Miguel Ángel Revilla
- Bertín Osborne
- David Bustamante
- Iker Jiménez
- Cantinflas
- Juan Carlos I
- Juan Carlos Monedero
- Joaquín Sabina
- Jesús Mariñas
- Carlota Corredera
- Pelayo Díaz
- Manel Fuentes
- Chenoa
- María Isabel
- Karlos Arguiñano
- Eva Arguiñano
- José Luis Perales
- Félix Rodríguez de la Fuente
- Paco Martínez Soria
- Risto Mejide
- Ana Belén
- Alberto Chicote
- Jordi Cruz
- Pepe Rodríguez
- Mila Ximénez
- Carlos Sobera
- Gloria Serra
- Antonio Molina
- Arturo Fernández
- Carlos Baute
- José Mercé
- Antonio García Ferreras
- Antonio Hernando
- Pablo Iglesias
- Jesús Hermida
- David Bisbal
- Manolo Escobar

### Parodias de personajes históricos
- Reina Victoria del Reino Unido
- Napoleón III Bonaparte
- Sócrates
- Nostradamus
- Lenin
- Stalin
- Pablo Escobar
- Albert Einstein
- Niels Bohr
- Isabel la Católica
- Charles Darwin
- Gengis Khan
- Marco Polo
- Reina Isabel II de Inglaterra
- Ragnar Lodbrok
- Julio César
- Thomas Edison
- Nikola Tesla

### Parodias de personajes ficticios
- Superman
- Adán y Eva
- Dios

### Parodias de películas
- Moby Dick (Anchovy Dick)
- Lo que el viento se llevó (Lo que el viento se afanó)
- Casablanca
- Los odiosos ocho

### Parodias de series TV
- Narcos
- Seis hermanas
- Cuéntame cómo pasó (Los Alcántara: Siglo de Oro)
- Expediente X
- Vikingos

### Parodias de programas TV
- Saber y ganar
- Lluvia de estrellas
- Cuarto milenio
- Cámbiame
- Tu cara no me suena todavía
- El hombre y la tierra
- Chester in love
- Pasapalabra
- First Dates
- Equipo de investigación
- MasterChef
- Al rojo vivo
- Callejeros viajeros
- La voz
- Granjero busca esposa

## Invitados

### 1ª temporada (2017)
- David Bustamante (Programa 1)
- Miguel Ángel Revilla (Programa 2)
- Juan Carlos Monedero (Programa 3)
- Chenoa (Programa 4)
- Imanol Arias y Ana Duato (Programa 5)
- Pepe Rodríguez (Programa 6)
- Carlos Baute (Programa 7)
- Juan Muñoz (Programa 8)
- Antonio Orozco (Programa 9)
- David Bisbal (Programa 10)